# Marta Jandová
Marta Verner, nata Jandová (Praga, 13 aprile 1974), è una cantante ceca.

## Biografia
Nata a Praga da Petr Janda, cantante e musicista ceco nonché frontman degli Olympic, e Jana Jandová, si è laureata in una scuola superiore di economia con specializzazione in lingue. Ha inoltre completato un anno all'estero negli Stati Uniti d'America in seguito alla morte della madre, avvenuta quando lei aveva 17 anni.

### Carriera musicale
All'età di 19 anni si trasferì ad Ulma, in Germania, dove conobbe il chitarrista Thorsten Mewes, con cui pochi mesi dopo fondò il gruppo Die Happy.
Nel 2005 ha collaborato con la band finlandese Apocalyptica all'incisione di alcune tracce del singolo Wie Weit, prendendo parte alla prima edizione del Bundesvision Song Contest con la traccia principale del singolo in rappresentanza del Baden-Württemberg. Si classificarono al 5º posto con 77 punti.
Nel maggio 2015 la cantante ha rappresentato la Repubblica Ceca all'Eurovision Song Contest 2015 insieme a Václav Noid Bárta con il brano Hope Never Dies, che però non ha conquistato l'accesso in finale.

## Discografia

### Da solista

#### Album in studio
- 2018 – Barvy

#### Singoli
- 2011 – Sister Hit the Goal
- 2015 – Hope Never Dies (con Václav Noid Bárta)
- 2018 – Školíš mě
- 2019 – Talent (con Boki)

#### Collaborazioni
- 2005 – Wie Weit (feat. Apocalyptica)
- 2007 – Träumst du? (feat. OOMPH!)
- 2010 – Halt dich an mir fest (feat. Revolverheld)
- 2018 – Spur Des Lebens (feat. Saltatio Mortis)
- 2019 – Nechat vítr vát (con Pavel Callta)